# Бранко Латас (партизан)
Бранко Латас (Плашки, 21. јун 1920 — Личка Јесеница, 3. април 1942), револуционар, учесник Народноослободилачког рата и жртва четничког пуча.

## Биографија
Бранко Латас рођен је 21. јуна 1920. годне у Плашком у угледној трговачкој породици. Основну школу завршио је у Плашком а у Огулину три разреда гимназије из које је искључен пошто се отворено супростављао шовинизму који се ширио у овој гимназији под утицајем католичког клера и франковаца. Школовање је наставио у Кореници где је завршио нижу гимназију и малу матуру са високим оценама. У Јагодини је завршио учитељску школу, где се потпуно уклопио у нову средину и био омиљен код ученика у професора као одличан ученик, спортиста и добар певач и као већ зрео младић са врло широким спектром интересовања за разне друштвене проблеме. Дружио се са напредним ученицима, студентима, професорима и другим угледним људима леве оријентације и тако почео формирати своје револуционарне идеале, патриотизам и антифашизам. Међу првима је био у организацији за прикупљање помоћи интернационалним бригадама у Шпанији. Понесен тим идеалима, са једном групом кренуо је на пут за Шпанију, али је у Сплиту укрцавање у брод било осујећено.
Био је један од главних организатора штрајка 1940. године против директора Учитељске школе и био врло активан у борби против ученика школе који су били припадници Љотићевог збора.
Ферије је редовно проводио у родном крају где се дружио са тамошњим комунистима, присуствовао разним скуповима на којима се разговарало о претећој опасности од фашизма, политичкој ситуацији у земљи и потреби борбе за праведно друштвено уређење, са више слободе, права и једнакости. Тада је организовао неку врсту штрајка радника, који су радили на кречанама његовог оца пошто им није редовно исплаћивао зараде.
Када је завршио учитељску школу вратио се у родни крај. Претила је непосредна ратна опасност и већ тада је почело масовно позивање војних обавезника. Са месним комунистима и другим напредним људима активно је учествовао у убеђивању војних обавезника да се одазову позиву и учествовао у организовању добровољаца.
Када је била проглашена Независна Држава Хрватска, претила је опасност да га усташе ухапсе, одлучио је да побегне у Србију.
У Савез комунистичке омладине Југославије (СКОЈ) примљен је 1938. а у Комунистичку партију већ идуће године.
По доласку Београд одмах се повезао са комунистима и успешно укључио у редове покрета отпора, учествујући у многим активностима и акцијама које је организовала београдска организација Комунистичке партије. Учествовао је у паљењу немачких камиона на Аутокоманди, постављању паклене машине у згради Гестапоа и спасавању комуниста из болнице на Врачару. Уочивши његову храброст, организационе способности и богату харизму, Партија је одлучила да га пошаље у родни крај и поставила му задатак да организује повратак и других комуниста избеглица из Хрватске да се врате у родни крај ради организације устанка. Успешно је организовао пункт преко железничара у Београду за тај повратак у родни крај.

### Народноослободилачка борба
У октобру 1941. године Бранко се вратио у родни крај и одмах је почео да окупља угледне људе и од раније познате комунисте, организовао је партијску организацију и договарао се како треба прилазити организовању устанка. Повезао се са већ формираним партизанским јединицама и члановима Главног штаба Хрватске који се налазио Збјегу, у суседној општини Слуњ. Добио је задатак од Главног штаба да у Плашком организује релејни пункт за пребацивање комуниста и других илегалаца из Загреба и Карловца на слободну територију Кордуна, преко којег је задњих месеци 1941. и до априла 1942. године врло успешно пребачено на слободну територију на десетине илегалаца, међу којима и Владимир Бакарић и Анка Берус. Тај задатак је био поверен Данилу Латасу, капетану прве класе војске Краљевине Југославије и Даниловој супрузи Даници, која је одржавала везу са Загребом. Ова активност је била тако добро организована да није била проваљена и нико није страдао, иако је у Плашком била јака посада италијанске окупаторске војске и усташка редарствена служба.
По природи отворен, одлучан и динамичан, са изузетним ауторитетом и организационим способностима учествује на разним сеоским скуповима заједно са такође динамичним студентом Душаном Косановићeм - Мудраком ради организације народно ослободилачких одбора, Савеза младе организације и Савеза комунистичке омладине Југославије, Антифашистичког фронта жена и резервних партизанских одреда.
У јануару 1942. године, са непуне 22 године, био је постављен за политичког комесара Трећег батаљона Другог кордунашког партизанског одреда. Свакодневно је обилазио јединице батаљона у циљу организационог и борбеног оспособљавања и припреме за предстојеће успешне акције.

### Погибија
Првих данa априла 1942. године, ради извршења планиране акције на личкој прузи, окупила се цела Плашчанска партизанска чета у Личкој Јесеници, локацији трећег вода те чете. Због значаја ове акције дошли су и командант Другог кордунашког партизанског одреда Роберт Домани и Бранко Латас. Трећи вод те чете, под командом трговца Ђуре Видаковића, у ноћи 3/4. априла на превару је разоружао остала два вода под изговором да им се привремено одузима наоружање, зато што су се у партизанске редове, наводно, увукли усташки шпијуни, који су похапшени. А ти усташки шпијуни су били предратни комунисти и револуционари: Домани Роберт Јевреји, капетан Интернационалних бригада и командант Другог кордунашког партизанског одреда, Латас Бранко, Србин, Стево Чутурило такође Србин, командир Плашчанске чете и Адолф Штајнбергер (илегално Драго Домјанић), комесар чете, такође Јеврејин и шпански борац. После физичке тортуре, стрељали су их и посмтне остаке бацили у бездан Балинка код Личке Јесенице, дубоку преко 300 метара. Бранков најмлађи брат Михајло, самоуки музичар комповао је песму Балинка за мешовити хор.
Енглески спелеолози су њихове кости извадили 1966. године које су положене у заједничку гробницу у Спомен парку у Плашком. Домани и Штајнбергер су после рата проглашени за народне хероје и у Спомен парку у Плашком подигнути су им пригодни споменици.
Четници су се одмах придружили италијанским фашистима, под борбеним слоганом „У славу Бога - за Краља и отаџбину“ и све до краја рата борили се против партизана заједно са италијанским окупаторским и усташко-домобранским јединицама. Разоружани делови чете већ после три дана поново се наоружала када је једна друга партизанска јединица у близини Плашког напала италијанску колону од шест камиона и запленила већу количину оружја и муниције. Овој акцији придружили су се и неки голоруки разоружани борци чете. Захваљују успеху те акције чета је поново формирана, постала бројнија и боље наоружана.
Стрељање ове групе револуционара био је велики губитак за Народноослободилачки покрет у овом делу Лике и Кордуна. Четници нису успели у својим намерама да разбију Народноослободилачки покрет. Убрзано је организовање свих структура покрета, чак и под контролом Италијана, усташа и четника, а партизанске јединице cу ce yвећавале од чете, батаљона, одреда до Плашчанске бригаде.